# Dorin Iacob
Dorin Iacob (n. 22 februarie 1960, Lugoj) este un politician român, consultant și analist politic, personalitate media și om de afaceri.
Are o experiență profesională de 37 de ani, din care 12 ani în activități de intelligence și operații informaționale, peste 10 de ani implicat în activități politice pentru construcția de partide politice și alianțe politice în România, de orientare conservatoare patriotică, din perspectivă națională și suverană în compatibilitate cu aderarea României la NATO și Uniunea Europeană. În perioada anilor 1990 până în anul 2007, atât în plan personal, cât și din postura de angajat al noilor servicii de informații din România, dar și în plan politic, Dorin Iacob a fost implicat și a susținut în continuu toate acțiunile necesare pentru aderarea și integrarea României în spațiul și în structurile europene și euro-atlantice. Începând cu 2019 Dorin Iacob este analist politic în prime-time la Realitatea Plus.
Din anii 1990 a activat ca antreprenor și administrator de companii private.

## Biografie

### Studii
Dorin Iacob a terminat studii juridice la Academia de Poliție din România între 1983 și 1986, iar din 1986 până în 1991, Facultatea de Științe Economice, Finanțe-Bănci la Universitatea Babeș-Bolyai din Cluj-Napoca.

### Experiență profesională
Între 1986 și 1990, Dorin Iacob a fost ofițer de poliție economică. 
Între 1990 și 1992 a fost ofițer la Serviciul Român de Informații. Din această postură, Dorin Iacob a fost direct implicat în activitatea de reorganizare și restructurare a Serviciului Român de Informații, noua structură de informații post-comunistă din România, lucrând direct cu Șeful Serviciului Român de Informații, Virgil Măgureanu, cu care mai târziu, a desfășurat activitățile politice în perioada 1996-2000.
Din 1993 și până în prezent, a activat ca antreprenor, făcând activități de comerț, de consultanță și de logistică, care au culminat cu înființarea, în anul 2004, a companiei Rom Cargo Maritim, firmă de logistică și operatorie portuară, care deservește de la înființare până în prezent industria auto din România, respectiv Dacia Renault și Ford. 
Din octombrie 2019 și până în prezent este personalitate media la Realitatea Plus. Din această postură, Dorin Iacob a conceput, împreună cu Realitatea, talk-show-ul Culisele Statului Paralel, emisiune de dezvăluiri politice și guvernamentale și analize asupra principalelor instituții ale Statului Român, inclusiv a celor din sistemul național de apărare, precum și teme de politică externă sensibile, fiind prezent în studioul emisiunii în calitate de invitat permanent.

### Experiență politică
Între 1995 și 2001, Dorin Iacob a coordonat, din postura de vice-președinte al Partidului Noua Românie, fuziuni succesive de partide politice, în urma cărora s-a format Partidul Național Român, în anul 1998.   
Dorin Iacob a gândit strategic, operațional și tactic construcția Partidului Național Român, de la ideologie, de centru conservatoare și tradiționalistă, până la dezvoltarea organizațiilor centrale și teritoriale, cooptare de membri, comunicare strategică,  alianțe și fuziuni politice în sprijinul dezvoltării României și mai ales a integrării acesteia în structurile europene și euro-atlantice. 
În anul 2001, Partidul Național Român a fuzionat prin absorbție cu Partidul Democrat. Dorin Iacob a coordonat și realizat această fuziune, fiind astfel cooptat în conducerea națională a Partidului Democrat.  
Dorin Iacob a fost Secretar Executiv pentru relația cu mass-media și strategie politică între 2001 - 2005.
Între 2001 și 2005, Dorin Iacob a fost implicat în Partidul Democrat. A fost printre principalii lideri ai partidului care au constituit, în anul 2003, împreună cu Partidul Național Liberal, Alianța Dreptate și Adevăr DA. A făcut parte din conducerea restrânsă a Alianței, fiind răspunzător, în principal, de coordonarea și conlucrarea cu consultanți politici internaționali din SUA și Israel, pentru campania de alegeri prezidențiale în România, câștigată ulterior cu Președintele Traian Băsescu.  
În anul 2005, Dorin Iacob s-a retras din activitatea politică și s-a dedicat, în special, afacerilor și consultanței politice, fiind implicat în această calitate în sprijinirea candidaturii lui Mircea Geoană la Președinția României, în anul 2009, și apoi în sprijinirea Victor Ponta, fiind considerat ca având și o relație personală și profesională de încredere cu aceștia. Cei doi au fost președinți la Partidul Social Democrat. Victor Ponta a fost prim-ministru al României. Mircea Geoană, este în prezent Secretar General Adjunct al NATO. Dorin Iacob a participat ca speaker la Worldwide Freedom Initiative un eveniment organizat de republicanii din Statele Unite ale Americii și Franța. 